# Barranco de Raons
El Barranco de Raons o Barranco de Suix (que ha evolucionado de la villa de Sueix) es un barranco afluente del río Noguera Ribagorzana. Se forma dentro del antiguo término de Malpàs, al sudoeste del pueblo de Raons, actualmente abandonado, y pasa después al antiguo término del Pont de Suert, desde 1970 estos dos están agrupdcos en el municipio actual del Pont de Suert, en la Alta Ribagorza, provincia de Lérida, Cataluña, España.
El barranco de Raons se forma justo al sudoeset del pueble abandonado de Raons por la unión de dos barrancos que bajan de las montañas del norte y del levante. Se trata del barranco de Esperan, que desciende del pueblo de Esperan, al norte de Raons, y del barranco de la Font de Puiol, que baja de los collados de Erillcastell, al este.
Baja hacia el oeste, decantándose hacia el sur, hasta que va a aprar al Noguera Ribagorzana justo en el interior del Pont de Suert: pasa por debajo de la calle de la Ciudad de Lérida. Antiguamente delimitaba por el medio el núcleo viejo del Pont de Suert.
En su curso, el barranco de Raons recibe por la izquierda el barranco del Mont, y ya cerca del Pont de Suert, por la derecha, el barranco del Vibinero.